# Derby d’Italia
Derby d’Italia (pol. Derby Włoch) – określenie użyte po raz pierwszy przez włoskiego dziennikarza Giannego Brery, określające spotkania pomiędzy dwoma włoskimi drużynami Interem Mediolan i Juventusem. Derby d'Itallia zostały zdeprecjonowane z powodu degradacji Juventusu w sezonie 2006/2007 za udział w Calciopoli więc jedynym włoskim zespołem nie grającym nigdy poniżej Serie A jest Inter Mediolan.
Nie są to derby w ścisłym tego słowa znaczeniu (drużyny nie pochodzą z jednego miasta lub regionu) i powinny być nazywane klasykiem (una grande classica del calcio italiano).

## Statystyki meczów Interu z Juventusem
Stan na 23 kwietnia 2017
|                                | Liczba meczów | Wygrane Juventusu | Remisy | Wygrane Interu | Bramki Juventusu | Bramki Interu |
| Serie A                        | 168           | 80                | 42     | 46             | 242              | 197           |
| Campionato Federale            | 27            | 8                 | 7      | 12             | 36               | 46            |
| Campionato di Guerra           | 2             | 1                 | 0      | 1              | 2                | 2             |
| Puchar Włoch                   | 31            | 14                | 7      | 10             | 48               | 38            |
| Superpuchar Włoch              | 1             | 0                 | 0      | 1              | 0                | 1             |
| Spareggio Coppa Mitropa (1929) | 1             | 1                 | 0      | 0              | 1                | 0             |
| Torneo Armando Picchi (1971)   | 1             | 0                 | 0      | 1              | 1                | 3             |
| Łącznie                        | 231           | 104               | 56     | 71             | 330              | 287           |